# 亞揚蒂克
亞揚蒂克（西班牙語：Yayantique），是薩爾瓦多的城鎮，位於該國東部，由拉烏尼翁省負責管轄，面積41.85平方公里，海拔高度306米，2007年人口6,871，人口密度每平方公里164.18人。
13°27′N 88°1′W / 13.450°N 88.017°W